# Chủ tịch Hội đồng nhân dân thành phố Hà Nội
Chủ tịch Hội đồng nhân dân thành phố Hà Nội là người đứng đầu Hội đồng nhân dân thành phố Hà Nội, cơ quan lập pháp của thành phố. Chủ tịch Hội đồng nhân dân thành phố Hà Nội là Phó bí thư Thành ủy và từ gần đây là Ủy viên Trung ương Đảng.
Chủ tịch Hội đồng nhân dân thành phố do Hội đồng nhân dân thành phố bầu không quá 2 nhiệm kỳ liên tiếp. Chủ tịch Hội đồng nhân dân phải là đại biểu Hội đồng nhân dân và được bầu theo sự giới thiệu của Chủ tọa kỳ họp.

## Nhiệm vụ và quyền hạn
Chủ tịch Hội đồng nhân dân Thành phố có nhiệm vụ và quyền hạn sau:
- Giới thiệu Phó Chủ tịch, Uỷ viên thường trực Hội đồng nhân dân, Trưởng ban và các thành viên khác của các Ban của Hội đồng nhân dân thành phố để Hội đồng nhân dân thành phố bầu.
- Giới thiệu Chủ tịch Ủy ban nhân dân thành phố để Hội đồng nhân dân thành phố bầu.
- Chịu trách nhiệm trước Thường trực Hội đồng nhân dân thành phố, Thành uỷ về việc thực hiện chức năng, nhiệm vụ, quyền hạn của Chủ tịch Hội đồng nhân dân thành phố theo quy định của pháp luật.
- Đại diện Hội đồng nhân dân thành phố trong quan hệ công tác với Quốc hội, các Ban của Quốc hội và các Bộ, ban, ngành Trung ương; thay mặt Thường trực Hội đồng nhân dân thành phố giữ mối liên hệ công tác với Thường trực Thành ủy, Ủy ban nhân dân thành phố, các cơ quan nhà nước, Ban thường trực Ủy ban Mặt trận Tổ quốc Việt Nam thành phố và các tổ chức thành viên của Mặt trận, các tổ chức xã hội và công dân; trong quan hệ đối ngoại với Thường trực Hội đồng nhân dân tỉnh, và thành phố trực thuộc trung ương khác.
- Chỉ đạo việc thể chế hóa chủ trương của Quốc hội, Trung ương Đảng, Chính phủ, Thành uỷ, Nghị quyết của Thành ủy, Ban Thường vụ Thành ủy; chỉ đạo xây dựng và thực hiện chương trình hoạt động của Hội đồng nhân dân thành phố hàng năm. Phân công nhiệm vụ Phó Chủ tịch Hội đồng nhân dân thành phố, Uỷ viên thường trực Hội đồng nhân dân thành phố để bảo đảm hoạt động thường xuyên của Thường trực Hội đồng nhân dân thành phố giữa hai kỳ họp theo luật định.
- Triệu tập và chủ tọa các kỳ họp của Hội đồng nhân dân thành phố; Trực tiếp quyết định những vấn đề trình Hội đồng nhân dân thành phố tại các kỳ họp, Quyết định chương trình, nội dung giám sát của Thường trực Hội đồng nhân dân thành phố; Chủ trì các đợt giám sát, hội nghị liên tịch, hội nghị giao ban, các cuộc họp,…do Thường trực Hội đồng nhân dân thành phố tổ chức.
- Thay mặt Thường trực Hội đồng nhân dân thành phố dự các cuộc họp, hội nghị, các kỳ họp của Quốc hội và Hội đồng nhân dân các cấp thuộc địa bàn thành phố.
- Tiếp công dân, đôn đốc và xem xét tình hình giải quyết kiến nghị, khiếu nại, tố cáo của công dân.
- Ký các văn bản của Hội đồng nhân dân thành phố và của Thường trực Hội đồng nhân dân thành phố thuộc thẩm quyền của Chủ tịch Hội đồng nhân dân thành phố theo quy định của pháp luật.

### Phó Chủ tịch
Phó Chủ tịch Hội đồng nhân dân thành phố có quyền hạn và nhiệm vụ sau:
- Giúp Chủ tịch Hội đồng nhân dân thành phố thực hiện nhiệm vụ theo sự phân công của Chủ tịch Hội đồng nhân dân thành phố. Khi Chủ tịch vắng mặt thì Phó Chủ tịch thực hiện nhiệm vụ, quyền hạn của Chủ tịch, chịu trách nhiệm cá nhân trước Chủ tịch về kết quả thực hiện nhiệm vụ; liên đới chịu trách nhiệm tập thể trước Hội đồng nhân dân thành phố về kết quả thực hiện nhiệm vụ.
- Phối hợp với Ủy ban nhân dân, Ủy ban Mặt trận Tổ quốc thành phố và Tổ đại biểu Hội đồng nhân dân thành phố, Đoàn đại biểu Quốc hội thành phố ứng cử trên địa bàn thị xã triển khai và thực hiện các mặt công tác có liên quan của Hội đồng nhân dân thành phố và Thường trực Hội đồng nhân dân thành phố; Phối hợp với 2 Ban Hội đồng nhân dân thành phố xem xét, đánh giá, thẩm định các nội dung có liên quan trình kỳ họp và xem xét kết quả giám sát của các Ban của Hội đồng nhân dân thành phố.
- Chỉ đạo xây dựng và tổ chức thực hiện, chương trình công tác hàng năm của Thường trực Hội đồng nhân dân thành phố. Trực tiếp chỉ đạo xây dựng kế hoạch giám sát của Thường trực Hội đồng nhân dân thành phố và tham gia giám sát cùng với các Ban Hội đồng nhân dân thành phố, theo dõi và thực hiện nhiệm vụ, quyền hạn giám sát đối với lĩnh vực kinh tế-ngân sách, thi hành pháp luật, xây dựng chính quyền. Chủ trì đôn đốc, kiểm tra, giám sát Ủy ban nhân dân thành phố cùng cấp và các ngành chức năng có liên quan thực hiện Nghị quyết của Hội đồng nhân dân thành phố và các kiến nghị của Thường trực Hội đồng nhân dân thành phố, các Ban Hội đồng nhân dân thành phố sau các đợt giám sát.
- Cùng với Chủ tịch Hội đồng nhân dân thành phố chủ tọa và điều hành các kỳ họp của Hội đồng nhân dân thành phố; Chủ trì các đợt giám sát, hội nghị, cuộc họp do Thường trực Hội đồng nhân dân thành phố tổ chức theo sự phân công, ủy quyền của Chủ tịch Hội đồng nhân dân thành phố; Thay mặt Thường trực Hội đồng nhân dân thành phố dự các cuộc họp, hội nghị, các kỳ họp của Hội đồng nhân dân các cấp khi được mời liên quan đến lĩnh vực phụ trách và theo sự phân công, ủy quyền của Chủ tịch Hội đồng nhân dân thành phố.
- Thay mặt Hội đồng nhân dân thành phố trực tiếp dự và báo cáo với Thường trực Thành ủy, Ban Thường vụ Thành ủy các nội dung thuộc thẩm quyền của Hội đồng nhân dân thành phố và Thường trực Hội đồng nhân dân thành phố khi có yêu cầu.
- Tiếp công dân, đôn đốc và xem xét tình hình giải quyết kiến nghị, khiếu nại, tố cáo của công dân.
- Ký các văn bản của Thường trực Hội đồng nhân dân thành phố, hoặc các văn bản khác được Chủ tịch Hội đồng nhân dân ủy quyền.
- Trực tiếp chỉ đạo, theo dõi, kiểm tra, đôn đốc công tác tham mưu, chuẩn bị các nội dung, cơ sở vật chất phục vụ đối với hoạt động của Hội đồng nhân dân thành phố.

## Lịch sử
Chức vụ Chủ tịch Hội đồng nhân dân thành phố được thành lập tại kỳ họp thứ nhất khóa X Hội đồng nhân dân thành phố Hà Nội từ ngày 12-14/12/1989 do Vũ Mão - Ủy viên Hội đồng Nhà nước,Chủ nhiệm Văn phòng Quốc hội và Hội đồng Nhà nước trình bày nghiên cứu Luật Tổ chức Hội đồng nhân dân các cấp.
Trước đó tại mỗi kỳ họp, Hội đồng nhân dân thành phố lại bầu ra đoàn Chủ tịch và đoàn thư ký của kỳ họp.

### Lãnh đạo Hội đồng nhân dân thành phố
| STT | Khóa | Nhiệm kỳ  | Số đại biểu | Lãnh đạo Hội đồng nhân dân | Ghi chú |
| --- | ---- | --------- | ----------- | --- | --- |
| 10  | X    | 1989-1994 | 119         | Chủ tịch:Phạm Lợi Phó Chủ tịch: - Vũ Mạnh Kha (đến 1/1993) - Bằng Việt (từ 10/1993)                                                                                             | |
| 11  | XI   | 1994-1999 | 85          | Chủ tịch:Phạm Lợi Phó Chủ tịch:Bằng Việt | |
| 12  | XII  | 1999-2004 | 85          | Chủ tịch: - Trần Văn Tuấn (tới 7/2001) - Phùng Hữu Phú (từ 7/2001) Phó Chủ tịch:Ngô Thị Doãn Thanh                                                                              | Năm 2001 Trần Văn Tuấn được cử làm Bí thư Tỉnh ủy Nam Định |
| 13  | XIII | 2004-2009 | 95          | Chủ tịch: - Phùng Hữu Phú (tới tháng 11/2006) - Ngô Thị Doãn Thanh (từ tháng 11/2006) Phó chủ tịch: - Ngô Thị Doãn Thanh (tới tháng 11/2006) - Lê Quang Nhuệ (từ tháng 11/2006) | Từ tháng 11/2006 Ngô Thị Doãn Thanh làm chủ tịch và Lê Quang Nhuệ làm phó chủ tịch. Tháng 9/2006 Phùng Hữu Phú được Bộ Chính trị bổ nhiệm làm Phó trưởng ban Thường trực Ban Tuyên giáo Trung ương |
| 14  | XIII | 2009-2011 | 162         | Chủ tịch:Ngô Thị Doãn Thanh Phó chủ tịch: - Lê Quang Nhuệ - Nguyễn Văn Phúc Ủy viên thường trực: - Lê Xuân Hoạt - Nguyễn Thị Thu                                                | |
| 15  | XIV  | 2011-2016 | 95          | Chủ tịch: - Ngô Thị Doãn Thanh (đến ngày 25/5/2015) - Nguyễn Thị Bích Ngọc (từ ngày 25/5/2015) Phó chủ tịch:Lê Văn Hoạt Ủy viên thường trực:Nguyễn Văn Nam                      | Ngô Thị Doãn Thanh từ tháng 3/2015 giữ chức vụ Phó Trưởng ban Dân vận Trung ương |
| 16  | XV   | 2016-2021 | 105         | Chủ tịch: - Nguyễn Thị Bích Ngọc Phó chủ tịch Thường trực: Nguyễn Ngọc Tuấn Phó chủ tịch: Phùng Thị Hồng Hà                                                                     | |